# 1+2=Paradise
1+2=Paradise (Japans: 1+2=パラダイス, Ichi tasu Ni wa Paradaisu) is een mangaserie geschreven door de mangaka (manga-tekenaar) Sumiko Kamimura. De serie werd van 1989 tot 1990 gepubliceerd in het Japanse maandblad Monthly Shonen Magazine dat wordt uitgegeven door Kodansha. De uitgever stopte met het publiceren van de manga nadat het bedrijf negatieve publiciteit kreeg vanwege de seksueel getinte inhoud van de serie.
Van de serie zijn 2 OVA's gemaakt door studio J.C.Staff en uitgebracht door Toei Video, een zusterbedrijf van Toei Company. De manga werd van 1994 tot 1995 opnieuw uitgebracht door de uitgever Shobukan

## Verhaal
Het verhaal draait om een jongen genaamd Yusuke Yamamoto, de zoon van twee gynaecologen. In zijn jeugd werd Yusuke bijna gecastreerd door zijn buurmeisjes Yuka en Rika Nakamura, waardoor Yusuke een angst voor vrouwen ontwikkeld heeft. Aan het begin van het verhaal verschijnen Yuka en Rika weer bij het huis van Yusuke, waarop zijn vader de meisjes vraagt om bij hen te komen wonen. Hij hoopt daarmee zijn zoon van zijn gynaecofobie af te helpen, hoewel het in de serie nooit helemaal duidelijk wordt of deze specifieke "therapie" geholpen heeft.

## Personages
- Yuusuke Yamamoto, de mannelijke hoofdrolspeler.
Ingesproken door Kappei Yamagushi.
- Yuka Nakamura, een van de twee vrouwelijke hoofdrolspeelsters. 
Ingesproken door: Riyako Nagao.
- Rika Nakamura, een van de twee vrouwelijke hoofdrolspeelsters. 
Ingesproken door: Chieko Honda.
- Yuusuke's vader, een gynaecoloog die een eigen kliniek bezit. 
Ingesproken door: Kei Tomiyama.

## OVA-afleveringen
| Nr. | Titel                                                                                | Datum eerste uitzending |
| --- | ------------------------------------------------------------------------------------ | ----------------------- |
| 1   | あっちもこっちもプリンプリン Around here, there, pudding, pudding                    | 23 februari 1990        |
| 2   | 対決！桃色姉妹 Ｖ.Ｓ．好色女王蜂 Clash! Momoiro Sisters against lascivious queen bee | 21 april 1990           |